# 아우라지

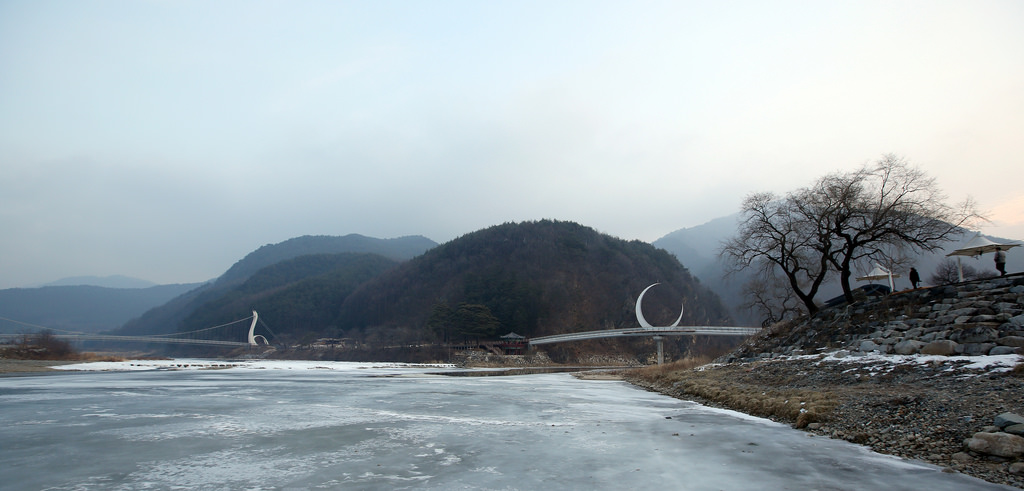
아우라지

아우라지(阿乌拉吉)는 강원도 정선군의 지명으로 정선군 여량면 여량5리에 자리잡고 있으며, 골지천과 송천이 합쳐져서 한강의 본류(조양강)를 이루는 곳이다. '아우라지'는 어우러진다는 뜻으로서, 두 물줄기가 어우러져 한강을 이루는 데에서 이 이름이 유래했다. 또한 이곳에 있는 나루터를 일컫기도 한다.
아우라지는 정선아리랑 유적지로도 유명하다. 강을 사이에 두고 서로 사랑을 나누던 처녀 총각이 싸리골로 동백을 따러가기로 약속을 했는데, 간밤에 폭우로 인해 불어난 물줄기 때문에 서로 만나지 못하자 그립고 안타까운 심정을 노래하여 "아우라지 뱃사공아 날 좀 건네 주게 / 싸릿골 올동박이 다 떨어진다 / 떨어진 동박은 낙엽에나 쌓이지 / 사시장철 님 그리워서 난 못살겠네"라는 가사가 유래한 것으로 알려져 있다. 이를 기리기 위한 '아우라지 처녀상'과 이 노래의 가사를 비로 새긴 '아우라지 노래 가사비'가 세워져 있다.